# Ron Henley
Ron Henley, właśc. Ronald Watson Henley (ur. 5 grudnia 1956 w Houston) – amerykański szachista, arcymistrz od 1982 roku.

## Kariera szachowa
Pierwsze sukcesy zaczął odnosić w drugiej połowie lat 70. W latach 1978, 1980 i 1981 trzykrotnie reprezentował Stany Zjednoczone na drużynowych młodzieżowych mistrzostwach świata (zawodników do 26. roku życia). W 1981 zwyciężył (wraz z Peterem Szilagyi) w Budapeszcie oraz w podzielił I miejsce w otwartym turnieju w Biel (wraz z m.in. Eduardem Meduną), natomiast w 1982 podzielił I miejsce (wraz z Walterem Browne, wyprzedzając m.in. Murraya Chandlera, Larry'ego Christiansena, Giennadija Sosonkę, Vlastimila Horta, Anthony'ego Milesa i Zoltana Ribliego) w jednym z najliczniej obsadzonych (26 uczestników) kołowych turniejów w historii szachów, rozegranym w indonezyjskich miastach Surakarta i Denpasar. W 1983 podzielił II miejsce w Tbilisi (wraz z Lembitem Ollem i Elizbarem Ubiławą, za Wiktorem Gawikowem) oraz podzielił III miejsce w Nowym Jorku (wraz z Siergiejem Kudrinem i Robertem Byrne'em, za Erikiem Lobronem i Igorem Iwanowem). Od roku 1998 nie występuje w turniejach klasyfikowanych przez Międzynarodową Federację Szachową.
Najwyższy ranking w karierze osiągnął 1 lipca 1982, z wynikiem 2525 punktów dzielił wówczas 53-55. miejsce na światowej liście FIDE, jednocześnie zajmując 6. miejsce wśród szachistów Stanów Zjednoczonych.

## Wybrane publikacje
Jest autorem kilku książek o tematyce szachowej, przede wszystkim poświęconych debiutom, m.in.:
- Archangel!: A Defense Against the Ruy Lopez, ISBN 1-883358-01-9
- The King's Indian Attack!, ISBN 1-883358-02-7
- The Spanish Exchange!, ISBN 1-883358-08-6
- The Dragon!: Powerplay, ISBN 1-883358-06-X
- The ChessBase University BlueBook Guide to Winning with The King's Indian Attack!, ISBN 1-883358-00-0